# Équipe de Malte de rugby à XIII
L'équipe de Malte de rugby à XIII, connue également sous le nom des « chevaliers », est la sélection qui représente Malte dans les compétitions officielles.
Bien qu'elle soit issue d'un pays de dimension modeste, elle bénéficie de l'apport de joueurs opérant dans les championnats britanniques et australiens.
Sa victoire de 2018 dans le championnat des nations émergentes fait d'elle une sorte de champion du monde informel de la catégorie en rugby à XIII.

## Histoire et contexte
Malgré la taille réduite du pays, la sélection maltaise présente un niveau relativement élevé, en raison de la présence en son sein de joueurs évoluant à l'étranger, principalement en Grande-Bretagne.
Ainsi, Malte, pour peu que les clubs qui les emploient en donnent l'autorisation, a été en mesure de convoquer des joueurs tels que Michael Vella, Ben Galea et Danny Galea, Shane Shackleton, Jarrod Sammut, Jon Magrin, Tyler Cassel, et Luc Branighan, qui jouent ou ont joué aussi bien en NRL qu'en Super League et représentent ou ont représenté Malte dans le passé.
C'est d'ailleurs un de ces joueurs expérimentés, Jake Mamo (Huddersfield), qui va mener l'équipe pendant les éliminatoires de la coupe du monde de 2021.

## 2018: échec aux éliminatoires de la Coupe du monde mais succès dans le championnat des nations émergentes
Malte dispute d'abord un test contre l’Afrique du sud, courant juin. Parmi le groupe des 69 présélectionnés, 28 évoluent dans des clubs maltais, tous les autres jouent soit en Australie, comme Ben Stone (West Newcastle), Justin Rodriguez (Wests Illawarra), Adam Campbell (Thirlmere Roosters), Dean Zammit et Aidan Glanville (St Marys), soit en Angleterre.
Les éliminatoires commencent ensuite pour les Maltais le 30 juin 2018 à Marsa, contre l’Ukraine, dans le cadre des championnats championnats d’Europe C – groupe Sud. Ils rencontre également l'équipe de Grèce. Mais écrasés lors de la dernière journée par la Grèce, ils perdent toute chance de poursuivre leur route vers les barrages.
Mais Malte participe en octobre à Sydney, au Championnat des nations émergentes 2018, tournoi qu'elle remporte en battant Niue en finale, ce qui lui permet de sauver sa saison internationale ; un des artisans de cette victoire est incontestablement Jarrod Sammut, demi de mêlée des London Broncos.

## Personnalités et joueurs emblématiques
En 2018, le joueur de 23 ans, et ancien international écossais, Tyler Cassel, s'illustre lors du Championnat du monde de rugby à XIII des nations émergentes 2018, en permettant à son équipe de remporter le tournoi .